# Radzanów (powiat Mławski)
Radzanów is een dorp in het Poolse woiwodschap Mazovië, in het district Mławski. De plaats maakt deel uit van de gemeente Radzanów en telt 930 inwoners.

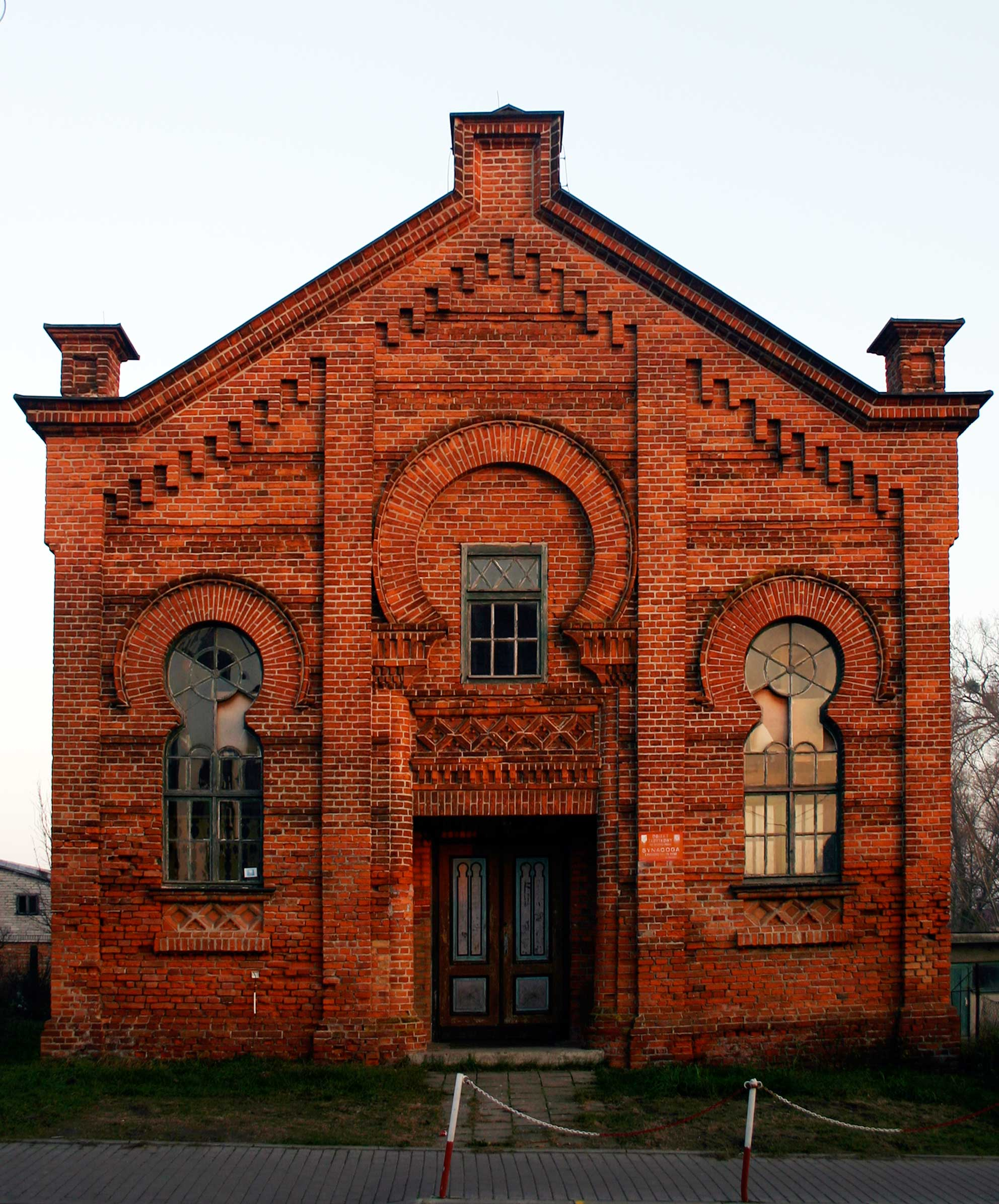
Synagoge in Radzanów